# 더 수어사이드 스쿼드
《더 수어사이드 스쿼드》(영어: The Suicide Squad)는 2021년 개봉한 미국의 슈퍼히어로 영화이다. 제임스 건이 감독과 각본을 맡았으며, DC 코믹스의 동명 코믹스가 영화의 원작이다.

## 줄거리
'수어사이드 스쿼드'는 범죄자들로 구성된 특수 작전팀 "수어사이드 스쿼드"가 감형을 조건으로 위험한 임무를 수행하는 이야기를 담고 있다. 이번 작품에서는 미국에 적대적인 정권이 들어선 남미의 섬나라 코르토 몰타로 파견되어, 나치 시대의 비밀 연구소 '요툰하임'을 파괴하고 그곳에 숨겨진 외계 생명체 '스타로'를 제거하는 임무를 맡게 된다.
첫 번째 팀은 상륙과 동시에 군대의 매복에 걸려 대부분 전멸하고, 팀장 릭 플래그 대령과 할리 퀸만이 살아남는다. 이들의 희생은 두 번째 팀이 은밀하게 잠입할 수 있는 기회를 만들어준다. 암살자 블러드스포트가 이끄는 두 번째 팀은 피스메이커, 킹 샤크, 폴카도트맨, 랫캐처 2와 그녀의 애완 쥐 세바스찬으로 구성되어 있다.
이들은 릭 플래그를 찾아 구출하고, 반군 지도자 솔 소리아와 협력하여 수도에 침투한다. 그 과정에서 '프로젝트 스타피쉬'의 수석 과학자 '싱커'를 포획하고, 할리 퀸은 독재자 실비오 루나에게 잡혔다가 그를 살해하고 탈출한다. 팀은 요툰하임에 침입하여 폭탄을 설치하지만, 싱커를 통해 스타로가 미국 정부에 의해 지구로 옮겨졌고 코르토 몰타 시민들이 실험 대상으로 이용되어 왔다는 사실을 알게 된다. 
분노한 릭 플래그는 이 사실을 폭로하려 하지만, 정부의 비밀을 은폐하려는 피스메이커에게 살해당한다. 폭탄은 폴카도트맨의 실수로 조기에 폭발하고, 스타로는 요툰하임을 탈출하여 섬을 장악하기 시작한다. 아만다 월러는 임무가 완료되었다며 팀에게 철수 명령을 내리지만, 블러드스포트는 팀을 이끌고 스타로에 맞서 싸우기로 결심한다. 
결국 스타로는 할리 퀸이 낸 상처를 통해 랫캐처 2가 소환한 수많은 쥐떼에게 파괴된다. 이후 블러드스포트는 정부의 음모를 폭로하지 않는 조건으로 월러를 협박하여 팀원들을 석방시키고, 코르토 몰타는 민주적인 정부를 수립하게 된다. 
영화 마지막에는 첫 번째 팀에서 사망한 줄 알았던 위즐이 살아있고, 월러가 반항한 부하들을 피스메이커와 함께 새로운 임무에 투입시키는 모습이 그려진다.

## 출연
- 마고 로비 - 할린 퀸젤 / 할리 퀸 역
- 이드리스 엘바 - 로버트 듀브와 / 블러드스포트 역
- 존 시나 - 크리스토퍼 스미스 / 피스메이커 역
- 조엘 키너먼 - 릭 플래그 역
- 실베스터 스탤론 - 나나우에 / 킹 샤크 목소리 역
- 비올라 데이비스 - 어맨다 월러 역
- 자이 코트니 - 조지 "디거" 하크니스 / 캡틴 부메랑 역
- 프레디 스트로마 - 비질란테 역
- 미카엘라 후버 - 카밀라 역
- 피터 카팔디 - 가이우스 그리브스 / 더 싱커 역
- 데이비드 더스트몰치언 - 애브너 크릴 / 폴카도트맨 역
- 다니엘라 멜시오르 - 클레오 카조 / 랫캐처 2 역
- 마이클 루커 - 브라이언 덜린 / 서번트 역
- 앨리스 브라가 - 솔 소리아 역
- 피트 데이비드슨 - 리처드 "딕" 허츠 /  블랙가드 역
- 네이선 필리언 - 코리 피츠너 / TDK 역
- 숀 건 - 위즐 역
- 플룰라 보르크 - 군터 브라운 / 재벌린 역
- 메이린 응 - 몽갈 역
- 스티브 에이지 - 킹 샤크 (모델), 존 에코노모스 역
- 호아킨 코시오 - 마테오 수아레스 역
- 후안 디에고 보토 - 실비오 루나 역
- 스톰 리드 - 타일라 듀브와 역
- 훌리오 루이스 - 밀턴 역
- 티나시 카이스 - 플로 크롤리 역
- 제니퍼 홀랜드 - 에밀리아 하코트 역
- 타이카 와이티티 - 랫캐처 (카조의 아버지), 스타로 역
- 존 오스트랜더 - 피츠기번 박사 역

## 수상
- 2021년 제25회 판타지아 영화제 후보 장편 영화